# Pielgrzymów (województwo opolskie)

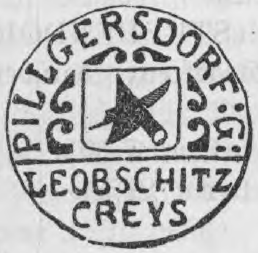
Dawny herb Pielgrzymowa

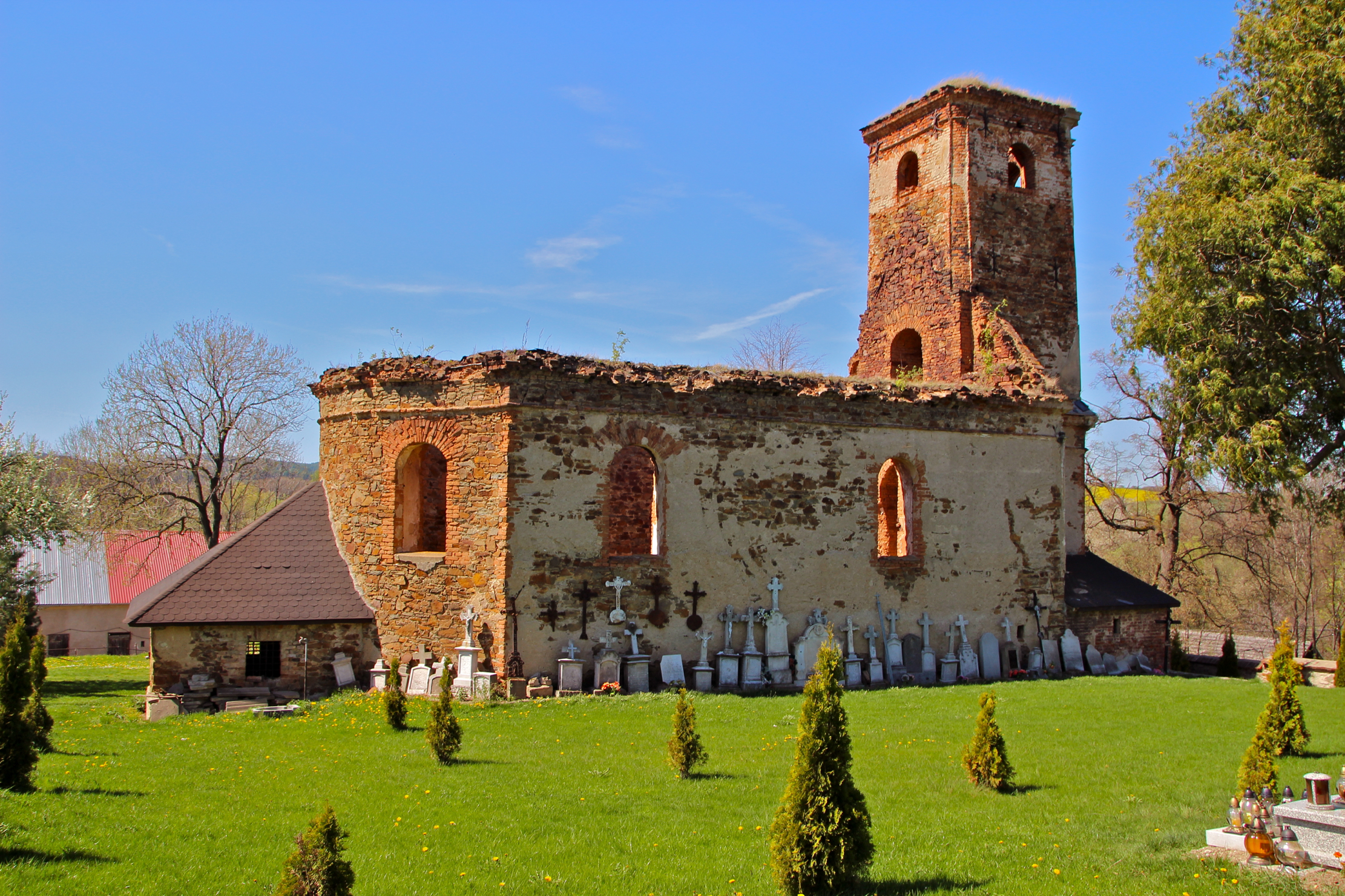
Kościół pw. św. Józefa

Pielgrzymów (niem. Pilgersdorf, Preußisch-Pilgersdorf) – wieś w Polsce położona w województwie opolskim, w powiecie głubczyckim, w gminie Głubczyce, w południowo-wschodniej części Gór Opawskich, po prawej stronie granicznego Wielkiego Potoku (czeskie: Hrozová), i który jest dopływem Osobłogi.
Pelhřimovy, które dawniej stanowiły jedną miejscowość z Pielgrzymowem, leżą w granicach Czech, w gminie Slezské Rudoltice.
Miejscowość znajduje się w Obszarze Chronionego Krajobrazu Mokre – Lewice. Leży na terenie Nadleśnictwa Prudnik (obręb Prudnik).
W latach 1975–1998 miejscowość administracyjnie należała do ówczesnego województwa opolskiego.

## Zabytki
Do wojewódzkiego rejestru zabytków wpisane są:
- kościół pw. św. Józefa w ruinie, z lat 1805–1810
- zespół dworski, z pocz. z XIX w., XIX/XX w.:  
  - dwór w Pielgrzymowie, nr rej.:985/65 z 3.05.1965
  - park, nr rej.: A-110/84 z 28.09.1984